# Штраус, Эрвин
Эрвин Штраус (нем. Erwin Walter Maximilian Straus; 11 ноября 1891 года, Франкфурт-на-Майне, Германия — 20 мая 1975 года, Лексингтон, Кентукки, США) — немецкий психиатр и философ, один из основоположников внедрения феноменологического метода в психиатрическую теорию и практику. Критиковал гносеологические теории в психоанализе, бихевиоризме, а также в Dasein-анализе, основанном на философии Мартина Хайдеггера. Научные взгляды Штрауса сформировались под влиянием феноменологии Эдмунда Гуссерля, а именно концепции «жизненного мира». К сфере научных интересов Штрауса также относилось изучение восприятия психически больными людьми таких категорий как время и пространство.

## Биография
Эрвин Штраус родился 11 ноября 1891 года в Франкфурте-на-Майне в еврейско-немецкой семье. Обучался медицине в университетах Берлина, Цюриха и Геттингена. Получил докторскую степень по медицине, работал в Берлинской благотворительной клинике. Был соучредителем, а к 1935 году — редактором журнала «Der Nervenarzt», посвященного проблемам психиатрии и неврологии. В 1938 году, в связи с ростом антисемитских настроений, был вынужден покинуть Германию и эмигрировать в США. Там он преподавал психологию в Black Mountain College в Северной Каролине, проводил исследования в Университете Джонса Хопкинса в Балтиморе. С 1946 года работал в Госпитале ветеранов в Лексингтоне, штат Кентукки. После войны возобновил научное сотрудничество с немецкими и французскими коллегами: Юджином Минковски, Виктором Эмануилом фон Гебзаттелем и Людвигом Бинсвангером. В 1953 году Штраус смог вновь посетить родной город и работал в университете Франкфурта-на-Майне в качестве приглашенного профессора. В 1969 году организовал Международное общество гуссерлианских и феноменологических исследований в канадском городе Ватерлоо.

## Научная деятельность

### Путь к феноменологии
Интерес к феноменологии зародился у Штрауса после прослушивания лекций Эдмунда Гуссерля и Макса Шелера. Уже в его работе 1925 года о феномене внушения есть ссылки на данных философов. Однако сам термин «феноменология» появляется в его работах начиная с 1960-х годов, к примеру в «Феноменологии галлюцинаций» 1962 года.Не смотря на то, что на взгляды Штрауса феноменология оказала очень большое влияние, он разделяет далеко не все положения, выдвинутые Гуссерлем. К примеру, Штраус поддерживает принцип эпохе — воздержание от суждения о конкретном объекте на основе предыдущих знаний о мире, отказ от так называемых «естественных установок» — однако отрицает возможность трансцендентальной редукции. Одним из основных понятий, которое Штраус заимствовал у Гуссерля является понятие «жизненного мира» (Lebenswelt), которое применяется им в контексте постижения внутренних переживаний пациента.

### Эстезиология
Одна из важнейших заслуг Штрауса — введение понятия «эстезиологии», обозначающего область знаний, которая занимается исследованием сенсорного опыта. Эстезиология противопоставляется традиции изучения психологии восприятия, которая берет начало от Декарта и в которой достоверными считаются лишь логические заключения. При этом, согласно Штраусу, чувственное восприятие не является формой познания мира, но позволяет понять субъективное восприятие того, что происходит в мире с конкретным человеком. 
Ощущение не принадлежит ни исключительно объективности, ни исключительно субъективности, но принадлежит и тому, и другому.Эрвин Штраус

### Основные принципы работы с пациентами
В контексте феноменологической психиатрии Штрауса были сформулированы новые принципы исследовательской деятельности и работы с пациентом. Штраус полагал, что исследователь является активным участником любого эксперимента. Такое отношение исследователя к изучаемому объекту Штраус называет интенциональным.

По мнению Штрауса, каждый клиницист в своей практике сталкивается с необходимостью разрешения философских проблем: проблем самоопределения, разграничения нормы и патологии в поведении и тд. Наилучшим способом разрешения этих проблем является их интерпретация с точки зрения личного клинического опыта психиатра, а не слепое следование за уже установленными концепциями. В этом смысле, у специалиста должно быть некоторое внутреннее чутье, интуиция, основанная на предыдущем опыте, которая помогает ему принимать решения в спорных ситуациях. 
Таким образом, я применяю своего рода философское «эпохе», то есть я сначала заключу в скобки все философские учения, которые мне известны, и отталкиваясь от клинического случая, предоставлю свою философскую теорию.Эрвин Штраус
Применяя концепцию «жизненного мира», Штраус постулирует необходимость постижения внутреннего мира больного, то есть рассмотрение его с точки зрения всех трех модусов бытия — Umwelt (окружающий мир), Mitwelt (мир взаимоотношений с другими людьми), Eigenwelt (мир самости). Принципиальная невозможность познания мира самости, по мнению Штрауса, является надуманной. Ряд методов позволяет решить эту задачу. Метод описательной феноменологии предлагает опираться на описание субъектом своих личных переживаний. Генетико-структурный метод постулирует фундаментальное единство сознания и возможность выявить основной (генетический) фактор (в случае психиатрии — нарушение), при помощи которого можно объяснить остальные составляющие (симптомы болезни). Наконец, категориальный анализ предлагает постигать внутренний мир пациента при помощи оценки его восприятие нескольких важнейших категорий: времени, пространства, причинности и тд.

## Основные публикации
- Man, Time, and World: Two Contributions to Anthropological Psychology (1982, Humanities Press)
- Language and Language Disturbances (1974, Duquesne University Press)
- Psychiatry and Philosophy (1969, Springer)
- Phenomenology: Pure and Applied (1964, Duquesne University Press)
- On Obsession: A Clinical and Methodological Study (1987, Johnson Reprint Corp)
- Phenomenological Psychology (1966, Basic Books)
- Phenomenology of Memory (1970, Duquesne University Press)
- The upright posture (1952, Psychiat.Quart.)
- The sign: An introduction to theory of expression (1952 Tijdsch. Phil.)
- Disorder of personaltime in depressive states (1947, South.Med.J.)